# Nicolae Ceaușescu
Nicolae Ceaușescu (wymowaⓘ [nikoˈla.e tʃa.uˈʃesku]; ur. 26 stycznia 1918 w Scornicești, zm. 25 grudnia 1989 w Târgoviște) – rumuński polityk i działacz komunistyczny. Sekretarz generalny Rumuńskiej Partii Komunistycznej w latach 1965–1989, przewodniczący Rady Państwa i prezydent Rumunii sprawujący władzę dyktatorską od 1967 do 1989. Został obalony i stracony w wyniku rewolucji w 1989.

## Życiorys

### Młodość i początek kariery

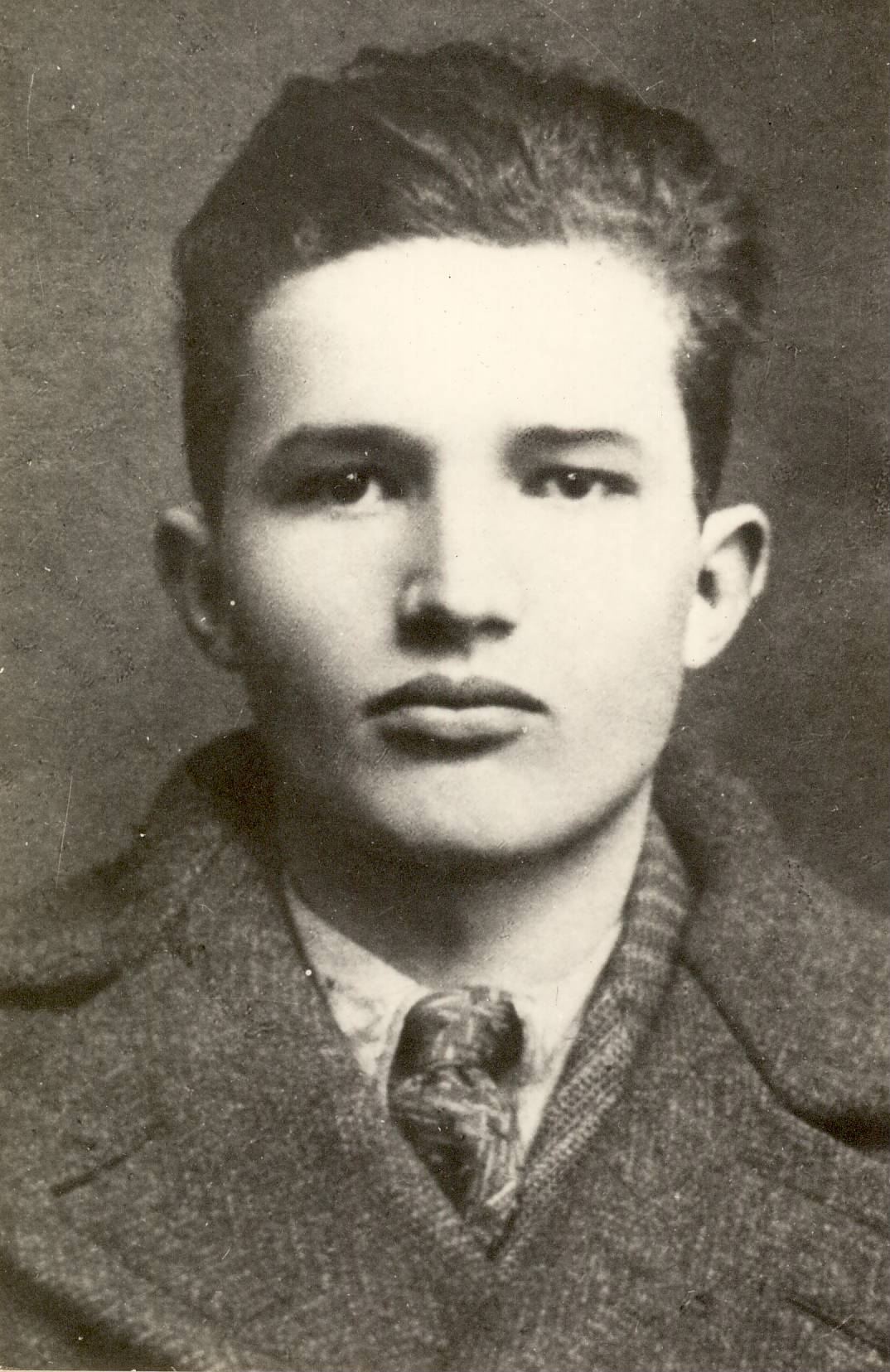
Nicolae Ceaușescu w 1936 roku

Nicolae Ceaușescu urodził się w wielodzietnej rodzinie chłopskiej w Scornicești, w regionie Aluta. Jego ojciec, Andruță Ceaușescu posiadał mające 7,4 akra grunty rolne i kilka owiec. Ukończył cztery klasy szkoły podstawowej, po czym przeniósł się do Bukaresztu, gdzie rozpoczął pracę w fabryce. Dzięki swojej siostrze Nicolinie Nicolae Ceaușescu rozpoczął praktyki czeladnicze u szewca.
Pod wpływem swojego pracodawcy, szewca o nazwisku Săndulescu, wstąpił do nielegalnej Rumuńskiej Partii Komunistycznej. W roku 1933 został po raz pierwszy aresztowany. Według oficjalnych biografii Ceaușescu aresztowano za wzywanie do strajków i kolportaż ulotek. W 1934 roku był kilka razy zatrzymywany, wpierw za zbieranie podpisów przeciw procesowi pracowników kolei, a następnie dwa razy za podobną działalność. Nie został jednak aresztowany, ale zakazano mu mieszkania w stolicy. 15 stycznia 1936 roku aresztowano go za kolportaż ulotek. Został skazany na dwa lata w więzieniu Doftana za działania antyfaszystowskie.
Z więzienia wyszedł w grudniu 1938, zaś w 1939 roku poznał Lenuțę Petrescu (pobrali się w 1945 roku; małżonka po ślubie zmieniła imię na Elena), która wraz z upływem czasu miała coraz większy wpływ na życie polityczne męża. W 1940 roku został ponownie aresztowany i uwięziony. Latem 1943 roku został przewieziony do obozu koncentracyjnego w Târgu Jiu, gdzie dzielił celę z Gheorghem Gheorghiu-Dejem, stając się jego protegowanym. W 1944 roku Ceaușescu zaczął działać jako sekretarz Związku Młodych Komunistów.
Wraz z rosnącą władzą komunistów w Rumunii w 1947 roku, Ceaușescu objął stanowisko ministra rolnictwa, a następnie został zastępcą ministra sił zbrojnych (resortem kierował wtedy Gheorghe Gheorghiu-Dej). W 1952 roku Gheorghiu-Dej przeniósł go do Komitetu Centralnego Partii. W 1954 roku Ceaușescu stał się pełnoprawnym członkiem Biura Politycznego i z czasem awansował, zajmując w końcu drugie miejsce w Partii.

### Przywództwo Rumunii

#### Konsolidacja władzy w partii
Trzy dni po śmierci Gheorghiu-Deja w 1965 Ceaușescu objął stanowisko I sekretarza Rumuńskiej Partii Robotniczej. Wraz z wyborem Ceaușescu doszło do innych przetasowań u sterów władzy. Przewodniczącym Rady Państwa został Chivu Stoica, a premierem Ion Gheorghe Maurer. Jednymi z jego pierwszych decyzji były zmiany nazw partii z Rumuńskiej Partii Robotniczej na Rumuńską Partię Komunistyczną, oraz państwa na Socjalistyczną Republiką Rumunii. W ramach walk frakcyjnych Ceaușescu odsunął do drugiego szeregu dotychczasowych stronników Gheorghiu-Deja: Stoicę, Alexandru Drăghici i Gheorghe Apostola. W ten sposób do 1969 roku objął pełną kontrolę nad Komitetem Centralnym. Ceaușescu wykorzystał zmiany w Komitecie Centralnym do powołania Komisji Partii, która rozpoczęła badania nad czystkami stalinowskimi w Rumunii i dokonała rehabilitacji wielu działaczy poddanych represjom stalinowskim (w tym m.in. Ștefana Forișa, Lucrețiu Pătrășcanu, Mirona Constantinescu). Zarówno badania nad czystkami politycznymi, jak i rehabilitacja były pozorne. Dwa lata później, w 1967 roku, objął stanowisko przewodniczącego Rady Państwa (od 1974 przyjął także tytuł Prezydenta Socjalistycznej Republiki Rumunii). Pod koniec kwietnia 1968 roku na kongresie partii Ceaușescu potępił stalinowskiego poprzednika, Gheorghiu-Deja i zrehabilitował kolejne ofiary stalinowskiego terroru. Działanie to miało na celu stworzenie wokół Ceaușescu aury szczerego, odważnego i patriotycznego komunisty i antystalinisty.

#### Polityka wewnętrzna w latach 60.
Dzięki wydobyciu surowców naturalnych gospodarka Rumunii rozwijała się (w latach 1950–1973 wskaźniki wzrostu gospodarczego wynosiły średnio 10% rocznie). Rumunia samodzielnie rozwijała szereg branż produkcyjnych, nie zgadzając się tym samym na przypisaną jej rolę dostawcy surowców, narzuconą przez Związek Radziecki. W latach 70., na skutek deficytu artykułów rolnych, surowców i energii oraz uporczywego rozwijania niedochodowego przemysłu ciężkiego doszło do załamania gospodarczego.
Rumunia w latach 60. uchodziła za najbardziej liberalny kraj w bloku wschodnim. Ceaușescu zdecydował się odstąpić od masowych represji i wypuścić tysiące osób z więzienia. Poprawie poziomu życia towarzyszył rozwój kultury i nauki. Zmiana nastąpiła 21 sierpnia 1968 roku, po inwazji wojsk Układu Warszawskiego na Czechosłowację. Zwołano wiec przed budynkiem Komitetu Centralnego Rumuńskiej Partii Komunistycznej. W jego trakcie Ceaușescu wygłosił przemówienie, w którym wezwał Rumunów do obrony państwa przed sowiecką inwazją. Tysiące ludzi wstąpiło w szeregi Gwardii Patriotycznej oraz zapisało się do partii (wśród nich znalazł się pisarz Paul Goma, uchodzący w latach 70. za „rumuńskiego Sołżenicyna”). Dzięki temu Nicolae Ceaușescu zdobył popularność na Zachodzie oraz otrzymał nieoficjalną obietnicę pomocy w razie agresji.
W 1965 roku Nicolae Ceaușescu nakazał wyburzenie kilku dzielnic Bukaresztu, by móc postawić budynki użyteczności publicznej. W 1966 roku wprowadzono zakaz aborcji dopuszczający nieliczne wyjątki.

#### Polityka zagraniczna
W latach 60. zakończył aktywne członkostwo w Układzie Warszawskim (pomimo tego, Rumunia pozostała członkiem Układu do czasu jego rozwiązania w 1991 roku). Nicolae Ceaușescu odmówił uczestnictwa w ataku na Czechosłowację w ramach sił Układu Warszawskiego, a następnie otwarcie potępił to posunięcie (w dniach 15–17 sierpnia, kilka dni przed interwencją, Ceaușescu przebywał z wizytą przyjaźni w Pradze, gdzie podpisał układ o przyjaźni i pomocy wzajemnej). Ceaușescu zdecydował wówczas o utworzeniu Gwardii Patriotycznej, która miała bronić kraju przed Związkiem Radzieckim. Sam Nicolae Ceaușescu wówczas uważał, że za decyzję wobec Czechosłowacji otrzyma Pokojową Nagrodę Nobla. Przywódca Rumunii nie podzielał jednak poglądów Alexandra Dubčeka, a jego postawa wynikała z niechęci do Związku Radzieckiego (ponadto Ceaușescu wychodził z założenia, że każdy kraj komunistyczny powinien samodzielnie decydować o swojej drodze rozwoju). Według rumuńskiego ambasadora w Paryżu Victora Dimitriu Ceaușescu uzgadniał decyzje z Moskwą.
Po wojnie sześciodniowej Rumunia utrzymywała stosunki dyplomatyczne z Izraelem. Rumunia była jedynym państwem należącym do Układu Warszawskiego, który nie zerwał relacji dyplomatycznych z Izraelem. Decyzja ta miała podłoże finansowe – Izrael reprezentujący wszystkich Żydów zgodził się na przyjęcie rumuńskiej gminy żydowskiej w zamian za pomoc finansową. Pieniądze z wymiany trafiły do tajnych kont bankowych należących do Ceaușescu. Jednocześnie Ceaușescu pozbył się nielubianej grupy społecznej oraz korzystał z jej miejsc pracy, domów i mieszkań, nadal będąc odbieranym na arenie międzynarodowej jako obrońca praw człowieka. Podobna umowa obowiązywała podczas rządów Gheorghiu-Deja, ale wówczas Izrael płacił technologiami, a nie twardą walutą.
W 1969 roku Nicolae Ceaușescu zdecydował się na zaprzestanie szkolenia oficerów wojska i służb specjalnych w Związku Radzieckim. Nowo wyszkoleni oficerowie mieli kontakt z armią radziecką w ramach Układu Warszawskiego.
Pomimo przeciwstawiania się Układowi Warszawskiemu Nicolae Ceaușescu i Leonid Breżniew utrzymywali poprawne relacje i ufali sobie w strategicznych kwestiach politycznych. Dzielące ich różnice wyjaśniali podczas wspólnych polowań.

#### Kult jednostki

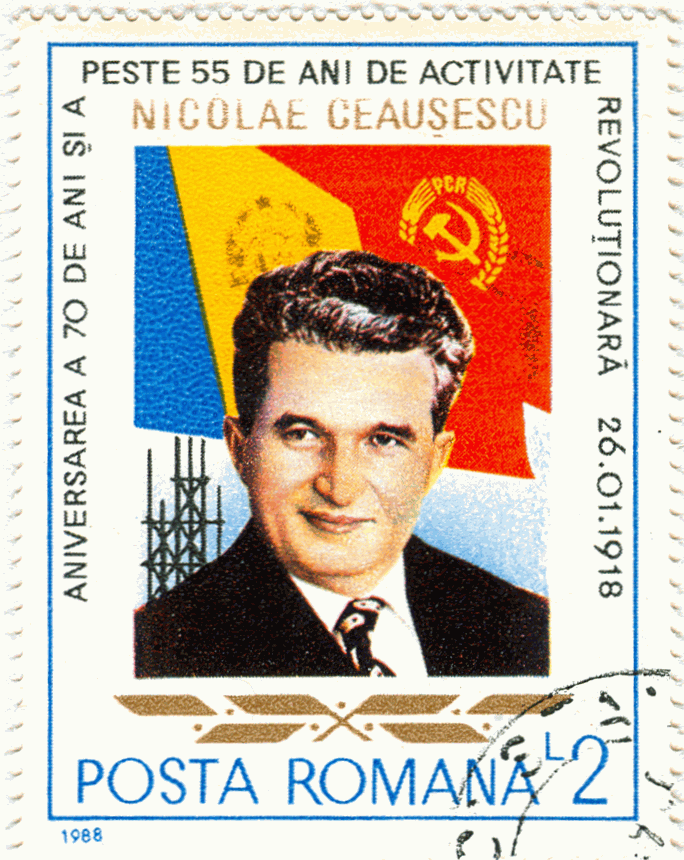
Znaczek upamiętniający 70. urodziny przywódcy

Od 1968 roku zaczął rozwijać się kult jednostki wokół Nicolae Ceaușescu. Podczas podróży do Chin i Korei Północnej w 1971 roku Nicolae Ceaușescu zachwycił się hołdami oddawanymi Mao Zedongowi i Kim Ir Senowi. 26 stycznia 1973 roku Nicolae Ceaușescu nakazał obchodzenie swoich 55. urodzin jako państwowe święto. Jako władcę Ceaușescu porównywano do ważnych postaci z historii Rumunii: Decebala, Stefana Wielkiego, Michała Walecznego. Według propagandy Ceaușescu był jedynym spadkobiercą ich dziedzictwa i bezpośrednim następcą. Członek Egzekutywy Komitetu Politycznego Dumitru Popescu mawiał, że Juliusz Cezar, Napoleon Bonaparte, Aleksander Wielki, Perykles i Piotr Wielki nie są razem tyle warci co jeden Ceaușescu. Przywódcy partii przypisano również organizację wszystkich największych protestów robotniczych w międzywojennej Rumunii, wymazując z historii inne postacie związane z rumuńskim ruchem robotniczym i wbrew faktom – Ceaușescu miałby być przywódcą robotniczym już w wieku kilkunastu lat. Podobny kult jednostki w państwach komunistycznych miał miejsce tylko w Albanii.
28 marca 1974 roku parlament jednogłośnie wybrał Nicolae Ceaușescu na urząd prezydenta. Wkrótce nowego prezydenta nazywano Conducător (wódz). Będąc prezydentem Ceaușescu wydawał liczne dekrety. Wiele z nich przeczyło sobie nawzajem lub nie były logiczne. Rządzenie dekretami doprowadziło do biurokratycznego bałaganu, dzięki któremu osoby z lepszymi koneksjami mogły wykorzystywać sprzeczne przepisy do ochrony swojej pozycji. Zgromadzenie Narodowe straciło swoje znaczenie. Media zagraniczne odnotowały wprowadzenie w Rumunii urzędu prezydenta, ale ze względu na dobre stosunki pomiędzy Rumunią a Zachodem nie wspominano o autorytarnym charakterze rządów. Ceaușescu będący prezydentem cieszył się dużą władzą.
Po 1974 roku wielu artystów włączyło się do tworzenia kultu jednostki prezydenta Rumunii. Poeci stosowali przy zaimku osobowym odnoszącym się do Ceaușescu wyłącznie duże litery. Malarze malowali Nicolae i Elenę Ceaușescu w stylu alegorycznych portretów świętych, kulturalni działacze tworzyli coraz to bardziej wyszukane formy hołdów. W dniu urodzin Conducătora ukazywała się książka Omagiu, będąca tomem z pieśniami i przyśpiewkami sławiącymi Ceaușescu. Większość artystów tworzyła dzieła wychwalające reżim w celu otrzymania przywilejów i prezentów od prezydenta Rumunii. Prasa, radio i telewizja wychwalały Nicolae Ceaușescu. Media tworzyły materiały opierające się na kulcie jednostki, demagogii, kłamstwach i półprawdach. Historycy stworzyli nową biografię Ceaușescu – i tak prezydent Rumunii będąc dzieckiem chronił starszych braci, którzy bali się dzikich zwierząt, a w młodości walczył z faszyzmem. We wsi Scornicești powstało muzeum.
Kult jednostki nie obejmował tylko Nicolae i Eleny. Rumuni musieli odpowiednio traktować psa o imieniu Corbu. Gdy Nicolae Ceaușescu chciał go widzieć, zwierzę przywożono limuzyną z prywatnej rezydencji do siedziby Komitetu Centralnego. Podczas przewożenia psa blokowano ulice, a konwój zabezpieczała policja na sygnale. Ceaușescu nakazał ambasadorowi w Wielkiej Brytanii sprowadzanie drogich angielskich ciasteczek dla psów, które przez pocztę dyplomatyczną trafiały do Bukaresztu.

#### Otwarcie na Zachód i neutralna polityka zagraniczna

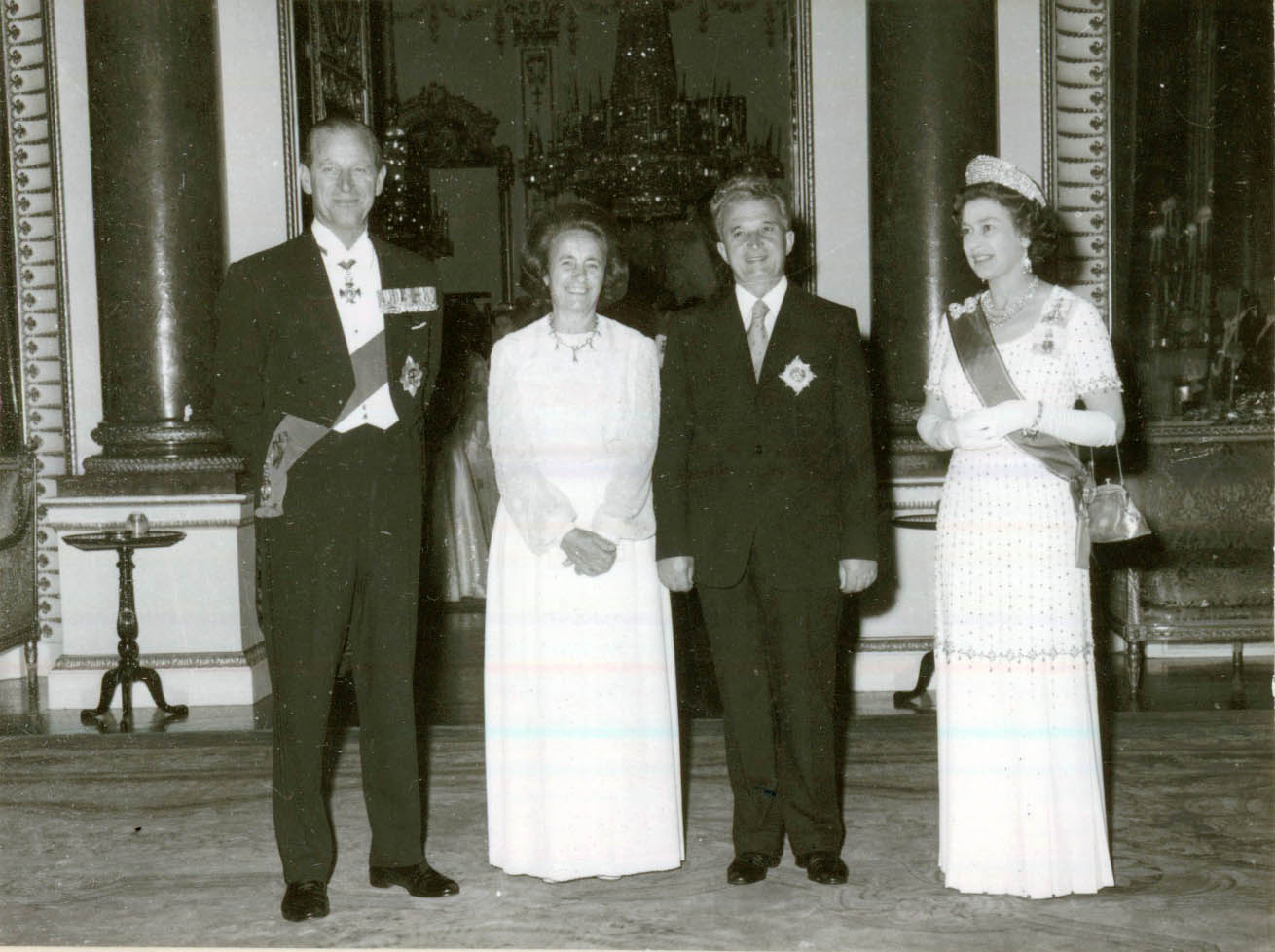
Nicolae Ceaușescu i Elżbieta II, 1978

Polityczna niezależność Ceaușescu od ZSRR oraz jego sprzeciw wobec interwencji w Czechosłowacji w 1968 roku, zainteresowały mocarstwa zachodnie, które wierzyły, że jest on antysowieckim indywidualistą i że wspierając finansowo Rumunię doprowadzą one do rozpadu bloku wschodniego. Ceaușescu nie zdawał sobie sprawy, że pożyczki państw zachodnich często były udzielane mu na niekorzystnych warunkach, przez co zaczerpnął on pożyczki warte 13 miliardów dolarów. Za pieniądze te sfinansowano liczne programy rozwoju ekonomicznego.
Jako przywódca realizował politykę otwartości wobec Stanów Zjednoczonych i Europy Zachodniej. Seria oficjalnych wizyt w krajach Zachodu (w tym w USA, Francji, Wielkiej Brytanii i Hiszpanii) sprawiła, że Ceaușescu zyskał na Zachodzie opinię reformowanego komunisty i oświeconego przywódcy. Rumunia była pierwszym i jedynym państwem bloku wschodniego, które nawiązało oficjalne umowy handlowe ze Wspólnotą Europejską. W 1972 roku Rumunia dołączyła do Międzynarodowego Funduszu Walutowego. Dzięki kompleksowej współpracy z państwami zachodnimi, zdobył on wiele zachodnich odznaczeń państwowych, a w podzięce za współpracę z Wielką Brytanią, królowa Elżbieta II nadała mu tytuł szlachecki. Ponadto jako pierwszy członek Układu Warszawskiego, Rumunia oficjalnie uznała RFN i jako pierwsza stała się celem wizyty prezydenta USA (był nim Richard Nixon). Jako jedno z nielicznych państw bloku wschodniego Rumunia (obok Jugosławii i Polski) emitowała w telewizji amerykańskie lądowanie na Księżycu. W latach 70. Rumunia zyskała międzynarodowy szacunek i była w stanie pośredniczyć w konfliktach międzynarodowych (stan ten utrzymywał się do drugiej połowy lat 70.). W 1977 roku spotkał się z prezydentem Syrii Hafizem al-Asadem, egipskim prezydentem Anwarem as-Sadatem (dwukrotnie) i premierem Izraela Menachemem Beginem.

#### Tezy Lipcowe

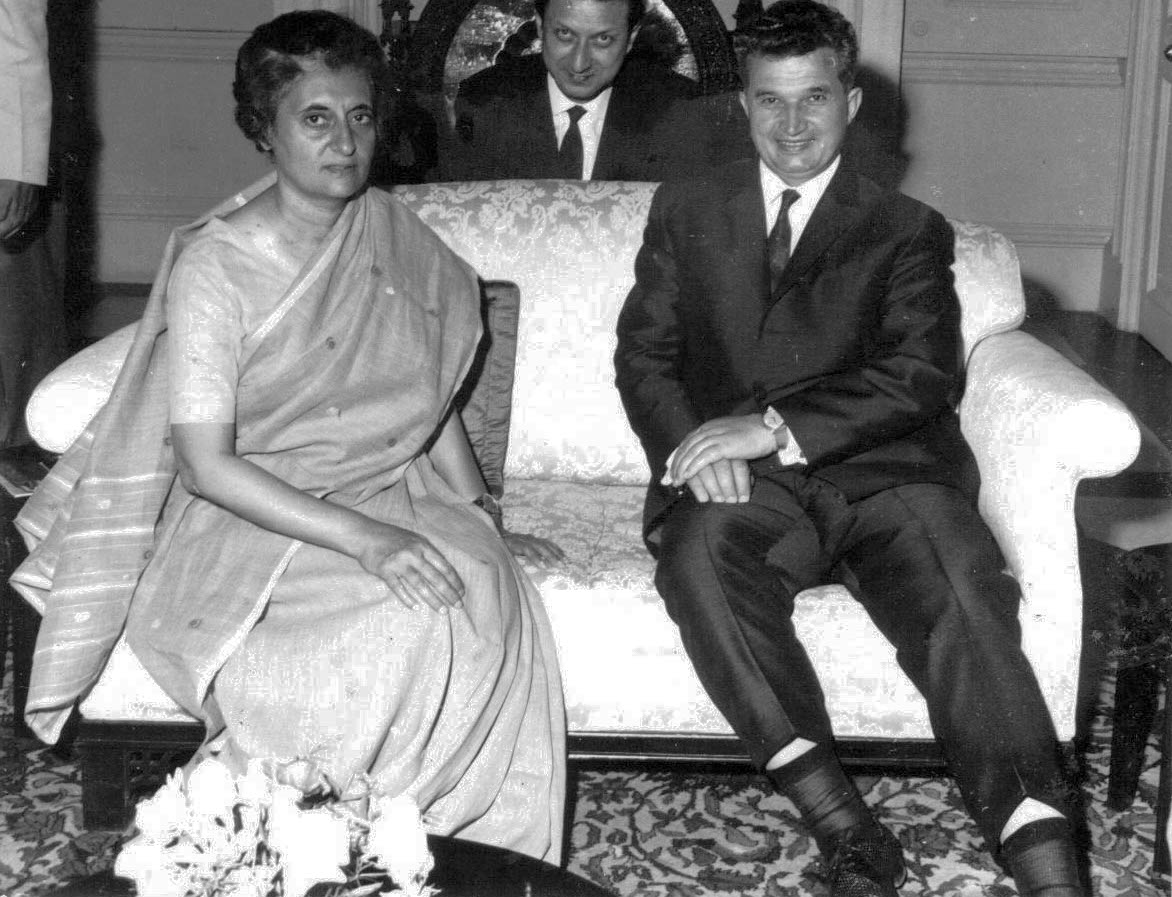
Indira Gandhi z Nicolae Ceaușescu w Indiach w 1969 roku

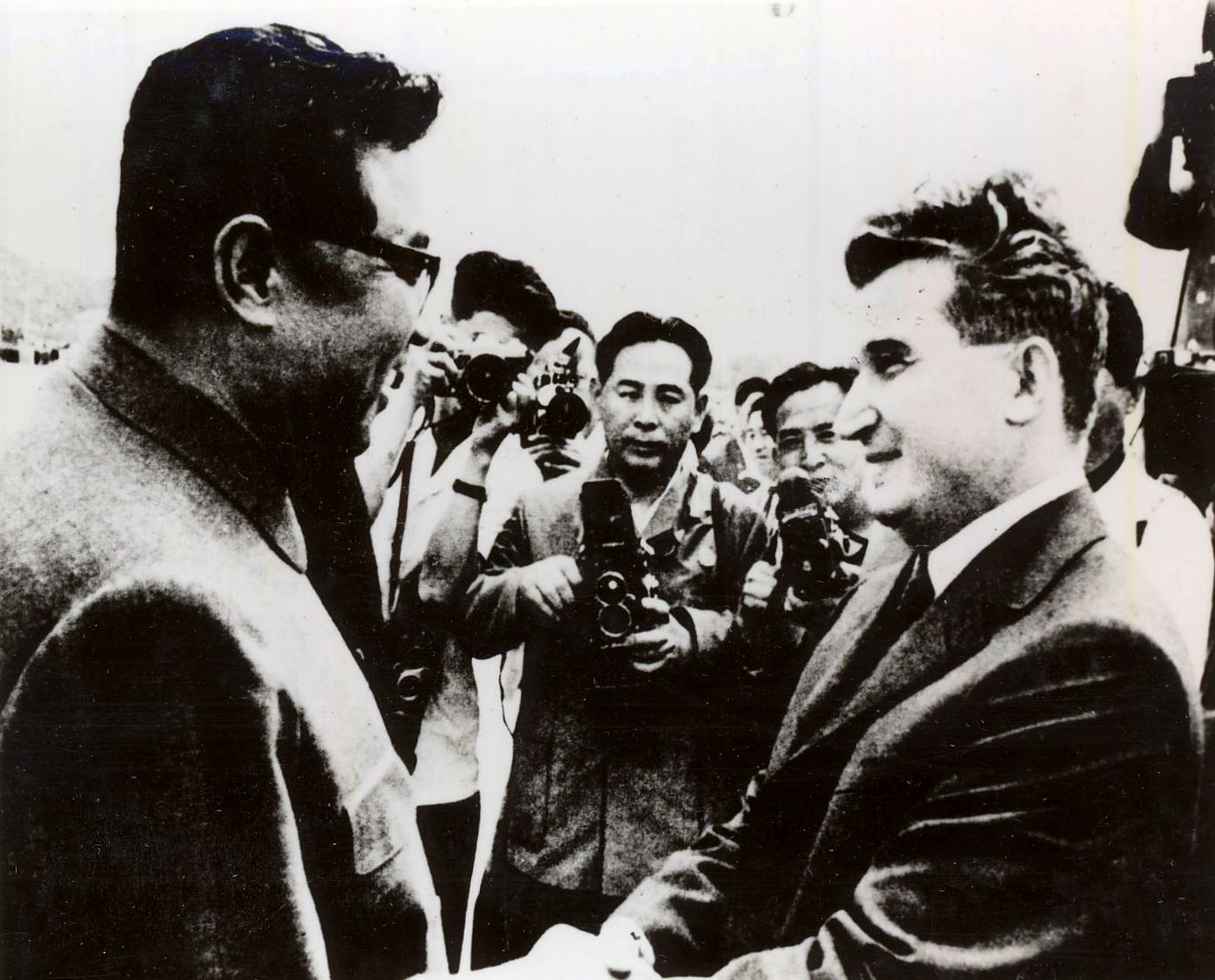
Kim Ir Sen z Nicolae Ceaușescu w Korei Północnej w 1971 roku

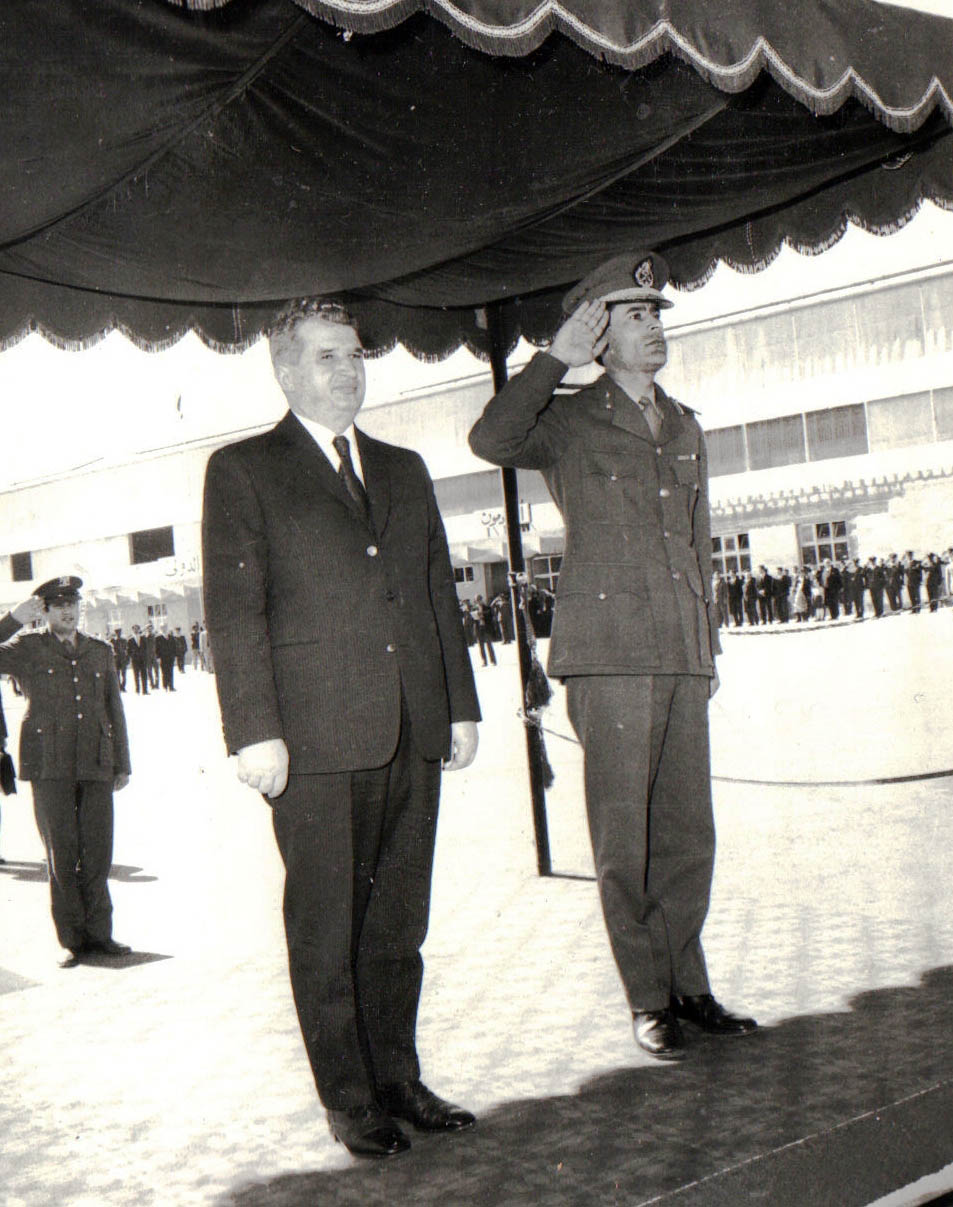
Mu’ammar al-Kaddafi z Nicolae Ceaușescu w Libii w 1974 roku

W 1971 roku, podczas wizyty w Chińskiej Republice Ludowej i Korei Północnej, Ceaușescu został zainspirowany bezkompromisowym modelem prowadzenia polityki. Szczególnie zainteresowała go idea całkowitej transformacji narodowej, jaka została wcielona w życie w programie Partii Pracy Korei oraz podczas „Rewolucji Kulturalnej” w Chinach. Zaraz po powrocie do kraju zaczął wcielać w życie reguły życia społecznego panujące w Korei Północnej, zainspirowany głównie tamtejszym prezydentem Kim Ir Senem oraz filozofią „dżucze”. Odmienne stanowisko zaprezentował Adam Burakowski, który utrzymuje, iż tak szeroko zakrojona akcja propagandowa była (…) przygotowana dużo wcześniej, a w lipcu (…) wdrożono opracowany już plan oraz że źródeł „tez lipcowych” należy szukać w reakcji Ceaușescu na demonstrację bożonarodzeniową studentów z 1968 r. – zaznaczając jednakże, że kult jednostki był prawdopodobnie jedynym aspektem kampanii propagandowej, który rzeczywiście został zapożyczony (…) lub przynajmniej wzrost jego natężenia miał związek z azjatycką podróżą Ceaușescu. 6 lipca 1971 roku Ceaușescu wygłosił mowę przed Komisją Egzekucyjną Partii. Wówczas przywódca Rumunii przedstawił tezy lipcowe, które w siedemnastu punktach objaśniały, jak Nicolae Ceaușescu wyobraża sobie przyszłą rumuńską kulturę. Tezy Lipcowe zostały przez Ceaușescu określone jako socjalizm humanistyczny. Ogłoszone tezy lipcowe zatrzymały reformy liberalizujące kraj.
Na skutek Tez Lipcowych, w programie i ideologii państwowej pojawiły się elementy nacjonalizmu. Nowa ideologia państwowa tzw. narodowego komunizmu łączyła ze sobą marksizm-leninizm i skrajnie prawicowy nacjonalizm okresu międzywojennego. Po 1970 roku ustanowił własną dyktaturę z kultem własnej osoby (był określany jako „Przywódca” – Conducător – tytuł w przeszłości używany przez rumuńskich przywódców i „Geniusz Karpat” – Geniul din Carpați) i władzą tajnej policji Securitate.

#### Mniejszości narodowe
Węgrzy byli dla Ceaușescu najbardziej znienawidzoną mniejszością narodową. Ceaușescu irytował fakt, że w okręgach zdominowanych przez Węgrów gospodarka funkcjonowała lepiej niż w innych regionach. Węgrzy, niemający wsparcia za granicą (w przeciwieństwie do Żydów lub Niemców) najbardziej ucierpieli w wyniku nietolerancyjnej polityki Ceaușescu. W lutym 1968 roku Ceaușescu zlikwidował częściową autonomię administracyjną Węgrów (ograniczoną wcześniej przez Deja w 1960 roku). W latach 70. przesiedlano Rumunów do węgierskich miast i wsi. W maju 1973 roku drastycznie ograniczono możliwość kształcenia w języku ojczystym, a w 1975 roku zniesiono dwujęzyczne miejscowości na obszarach zamieszkanych przez mniejszości. Ograniczenia spotykały się z protestami (głównie Węgrów, Niemców i Żydów).

#### Wolty ze strony wojskowych
W 1978 roku Ion Mihai Pacepa, starszy członek rumuńskiej policji politycznej (Securitate) i dwugwiazdkowy generał, zdezerterował do Stanów Zjednoczonych. W całej historii zimnej wojny był on najwyższej rangi wojskowym, który zdezerterował z bloku wschodniego.
W 1984 roku uniemożliwił wojskowy zamach stanu poprzez wysłanie podejrzanych jednostek do pracy przy zbiorze kukurydzy.

#### Gospodarka w latach 70.
Po rozwoju gospodarczym w latach 1960–1973 doszło do załamania gospodarczego, które wynikało z deficytu surowców, artykułów rolnych, energii oraz wspierania niedochodowego przemysłu ciężkiego. Aby pokonać trudności ekonomiczne Nicolae Ceaușescu narzucił rygorystyczny plan centralizacji. Aby zdobyć fundusze na inwestycję i zmniejszyć deficyt nakazał eksportować większość wyprodukowanych artykułów, co doprowadziło do drastycznego obniżenia stopy życiowej Rumunów. Związek Radziecki nie zamierzał pomóc Rumunii, która wielokrotnie deklarowała inne stanowisko od sojusznika. Dzięki eksportowi towarów, które nie były dla Rumunii absolutnie niezbędne, udało się zredukować zadłużenie do poziomu 50 dolarów amerykańskich na mieszkańca kosztem powszechnych niedoborów zaopatrzeniowych.
Aby podnieść niską wydajność rumuńskiego rolnictwa podjął próbę zastąpienia niewielkich gospodarstw rolnych i około ośmiu tysięcy wiosek ogromnymi i (według Ceaușescu – rentownymi) kombinatami. Obok budowy kombinatów rozpoczęto burzenie starych burżuazyjnych dzielnic i zastępowanie ich olbrzymimi dzielnicami z mieszkaniami, które nie miały kuchni czy łazienki.
Aby zwiększyć populację kraju Nicolae Ceaușescu zakazał wszystkich form antykoncepcji oraz aborcji. W fabrykach pojawiły się też personele medyczne, które kontrolowały ciężarne kobiety i nakładały na nie kary, jeśli nie doszło do porodu. Kobiety, które po ukończeniu 25 lat nie zaszły w ciążę, musiały płacić podatek w wysokości 10–15% swojej pensji.

#### Lata 80.

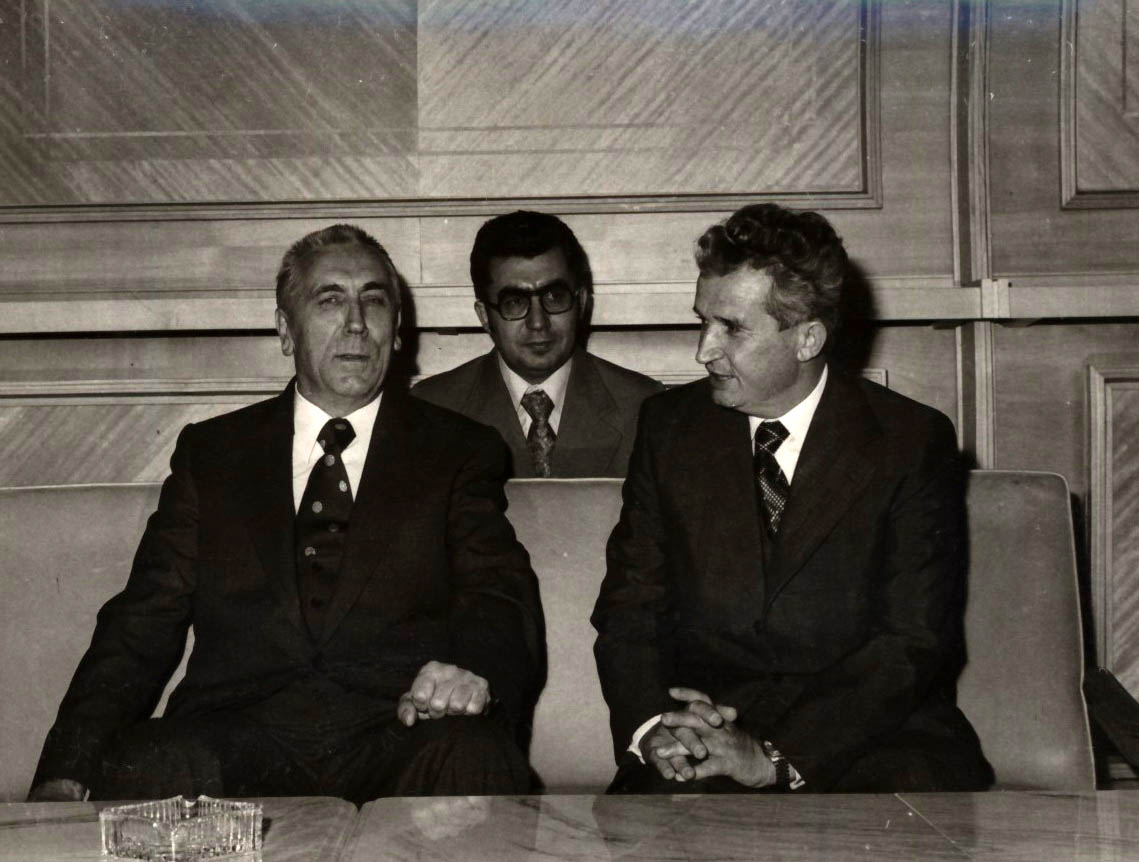
Edward Gierek i Nicolae Ceaușescu w 1976

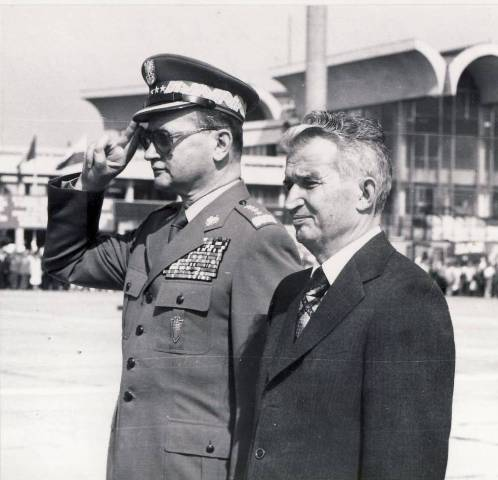
Wojciech Jaruzelski i Nicolae Ceaușescu

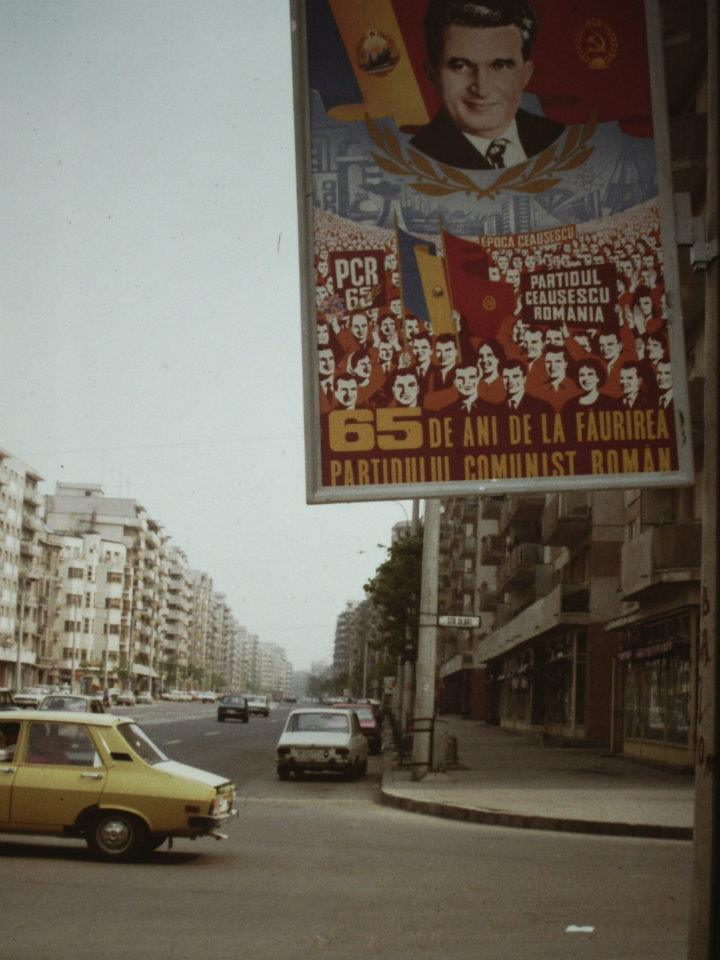
Plakat propagandowy z 1986 roku

Realizacja gospodarki centralnie planowej doprowadziła do całkowitego upadku gospodarczego. Kryzys pogłębiła izolacja międzynarodowa. Rumunia w latach osiemdziesiątych była krajem skrajnej biedy, nieporównywanej nawet z innymi komunistycznymi państwami. Problemy gospodarcze dotyczyły także członków Rumuńskiej Partii Komunistycznej – np. poziom życia wojewody był w latach osiemdziesiątych taki, jak poziom życia niewykwalifikowanego robotnika z Europy Zachodniej. Stalinowski kurs oraz rosnąca megalomania pozbawiły Ceaușescu poparcia społecznego i szacunku na arenie międzynarodowej. Gdy w Związku Radzieckim Michaił Gorbaczow rozpoczął reformy polityczne, Ceaușescu brnął w jeszcze większy despotyzm. Ważne stanowiska partyjne obejmowali krewni Ceaușescu.
Ceaușescu był przeciwny Gorbaczowowi i jego reformom, przez co wielokrotnie był krytykowany przez radzieckiego przywódcę. Polityka Ceaușescu sprawiła, że jedyną realną grupą opozycyjną mogącą zaszkodzić dyktatorowi byli usunięci działacze partyjni. W marcu 1989 roku grupa czołowych działaczy komunistycznych (Silviu Brucan, Gheorghe Apostol, Alexandru Bârlădeanu, Grigore Răceanu, Constantin Pârvulescu i Corneliu Mănescu) wysłała do Nicolae Ceaușescu list, w którym krytykowała łamanie konstytucji, systematyzację wsi (przesiedlania ludzi do bloków), budowę Domu Ludu w Bukareszcie, represje polityczne, upadek gospodarki i błędną politykę wobec mniejszości narodowych. Działacze domagali się ustąpienia prezydenta z urzędu. Reakcją Ceaușescu było wydanie nakazu aresztowania Apostola i Răceanu. Inni autorzy listu pozostali w areszcie domowym.
W listopadzie 1989 roku, podczas XIV Kongresu Rumuńskiej Partii Komunistycznej, 71-letni wówczas przywódca, został ponownie wybrany na 5 lat jako przewodniczący Partii. Reżim Ceaușescu upadł po serii gwałtownych wydarzeń, które miały miejsce w Rumunii w grudniu 1989 roku.
Wieści o reformach Gorbaczowa zyskiwały w Timișoarze i Jassach dużą popularność (mieszkańcy tych miast mogli odbierać zagraniczną telewizję: odpowiednio z Węgier i Związku Radzieckiego). W mieście Jassy 14 grudnia 1989 roku wybuchło antyrządowe powstanie, które szybko stłumiły władze.

#### Zakaz aborcji, niechciane dzieci
W połowie lat 80. zaostrzono zakaz aborcji. Aborcje dopuszczano tylko u kobiet powyżej 45. roku życia. Według Nicolae Ceaușescu każda kobieta do 45. roku życia powinna urodzić przynajmniej pięcioro dzieci. W zakładach pracy obowiązywały przymusowe badania ginekologiczne. Lekarze zakładowi dostawali całą wypłatę, dopiero gdy wypełnili „kwoty ciążowe”. Za dokonanie nielegalnej aborcji lub wywołanie poronienia groziła kara od sześciu miesięcy do dwóch lat pozbawienia wolności. Pomimo surowego prawa wiele mieszkanek Rumunii dokonywało aborcji, ryzykując tym samym swoje życie (w latach 1966–1989 zmarło 11 tys. kobiet). Lekarze podejmujący się wykonania aborcji mogli zostać skazani na 12 lat więzienia i utratę prawa do wykonywania zawodu. Wielu lekarzy podejmowało jednak zabieg po otrzymaniu łapówki.
Dzieci rejestrowało się w urzędzie stanu cywilnego dopiero wtedy, gdy noworodek przeżył 15 lub 30 dni. Pomimo tego w 1987 roku śmiertelność dzieci wynosiła 28,9 (na 1000 narodzin).
Warunki panujące w sierocińcach i domach dziecka były bardzo złe. Poważnymi problemami były brak pieniędzy i leków oraz postawa wielu lekarzy i pielęgniarek, którzy nie wypełniali swoich obowiązków. Po rewolucji cały świat obiegły zdjęcia dzieci z sierocińców. W 1990 roku brytyjska wolontariuszka Monica McDaid pojechała do miasta Seret, w którym znajdowała się największa rumuńska instytucja dla dzieci. W 2005 McDaid opowiedziała BBC, że dzieci leżały całe dnie bez opieki. W piwnicy znajdowały się kilkuletnie dzieci, które nigdy nie widziały światła. Od 2000 roku amerykańscy i rumuńscy naukowcy związani z Bucharest Early Intervention Project badali mózgi u 136 dzieci w 30. miesiącu życia, 42. miesiącu, a następnie w wieku 4, 8, 12 i 15 lat. Według wyników u dzieci dorastających w placówkach państwowych iloraz inteligencji był średnio o 2-3 odchylenia standardowe niższy od dzieci wychowanych w normalnych rodzinach.

### Rewolucja

#### Timișoara
Demonstracje w Timișoarze rozpoczęły się, gdy rząd próbował karnie przenieść z miasta do odległej wsi węgierskiego pastora ewangelickiego Kościoła reformowanego László Tőkésa. Na początku grudnia Securitate i milicja izolowały Tőkésa i nie wpuszczały nikogo do jego mieszkania. Decyzją sądu pastor miał opuścić mieszkanie do 15 grudnia. Kilka dni przed terminem Tőkés poprosił parafian, by byli świadkami eksmisji. 15 grudnia ludzie zaczęli gromadzić się wokół bloku, w którym mieszkał pastor. Grupa urosła do dwustu osób. Wieczorem burmistrz miasta odwiedził pastora i złożył obietnice poprawy jego sytuacji, w zamian tłum miał się rozejść. Świadkami rozmowy było dwóch młodych ludzi: Węgier i Rumun. Świadkowie powiadomili tłum, że doszło do porozumienia. 16 grudnia ponownie zgromadził się tłum – pojawił się wiec w obronie Tőkésa. Po południu w centrum Timișoary zebrało się ponad tysiąc osób, którzy krzyczeli: „Precz z Ceaușescu” i „Wolność”. 17 grudnia regularne wojsko, policja i Securitate otworzyły ogień do demonstrantów.
Dzień później Ceaușescu wyjechał do Iranu, pozostawiając stłumienie buntu swoim podwładnym i żonie. Do czasu jego powrotu, 20 grudnia 1989 roku, sytuacja stała się jeszcze bardziej napięta. 19 grudnia wojsko zdecydowało się przejść na stronę protestujących. 20 grudnia zostało wyemitowane w telewizji przemówienie Ceaușescu, w którym mówił, że uczestnicy demonstracji z Timișoary są „bandą chuliganów”, którzy realizują zagraniczną politykę. Obwiniał za kryzys kręgi reakcyjne i imperialistyczne (przede wszystkim Węgry).

#### Obalenie Ceaușescu
21 grudnia odbył się wiec „ludu pracującego stolicy”, na którym wygwizdano przemawiającego z balkonu Ceaușescu. Prezydent Rumunii schował się w gmachu Komitetu Centralnego. Po ucieczce Ceaușescu w Bukareszcie wybuchły walki. 22 grudnia w telewizji została ogłoszona niespodziewana śmierć Vasile Milea, ministra obrony. Nowym ministrem został Victor Stănculescu. Nicolae Ceaușescu próbował wygłosić przemówienie do tłumu zgromadzonego przed budynkiem Komitetu Centralnego, ale ten desperacki krok został odrzucony przez buntowników, którzy zdołali dostać się siłą do budynku. O godzinie 12:06 Ceaușescu uciekł śmigłowcem. Partyjni przeciwnicy Ceaușescu założyli Front Ocalenia Narodowego, na czele którego stanął były członek KC partii Ion Iliescu, który wraz z Frontem przejął kontrolę nad rewolucją.
W trakcie trwania zamieszek zagraniczna prasa opublikowała oszacowaną liczbę ludzi zabitych przez Securitate w tym czasie. Według zagranicznych mediów liczba ta znacznie rosła i osiągnęła 64 tysiące, co było szeroko opisywane i komentowane na pierwszych stronach gazet. Jugosłowiańskie media podawały, że podczas rewolucji zginęło 4500 osób. Po śmierci Ceaușescu okazało się, że liczba ofiar zarejestrowanych w szpitalach w całym kraju wyniosła mniej niż tysiąc osób. Większość osób zginęła po 22 grudnia.

#### Egzekucja

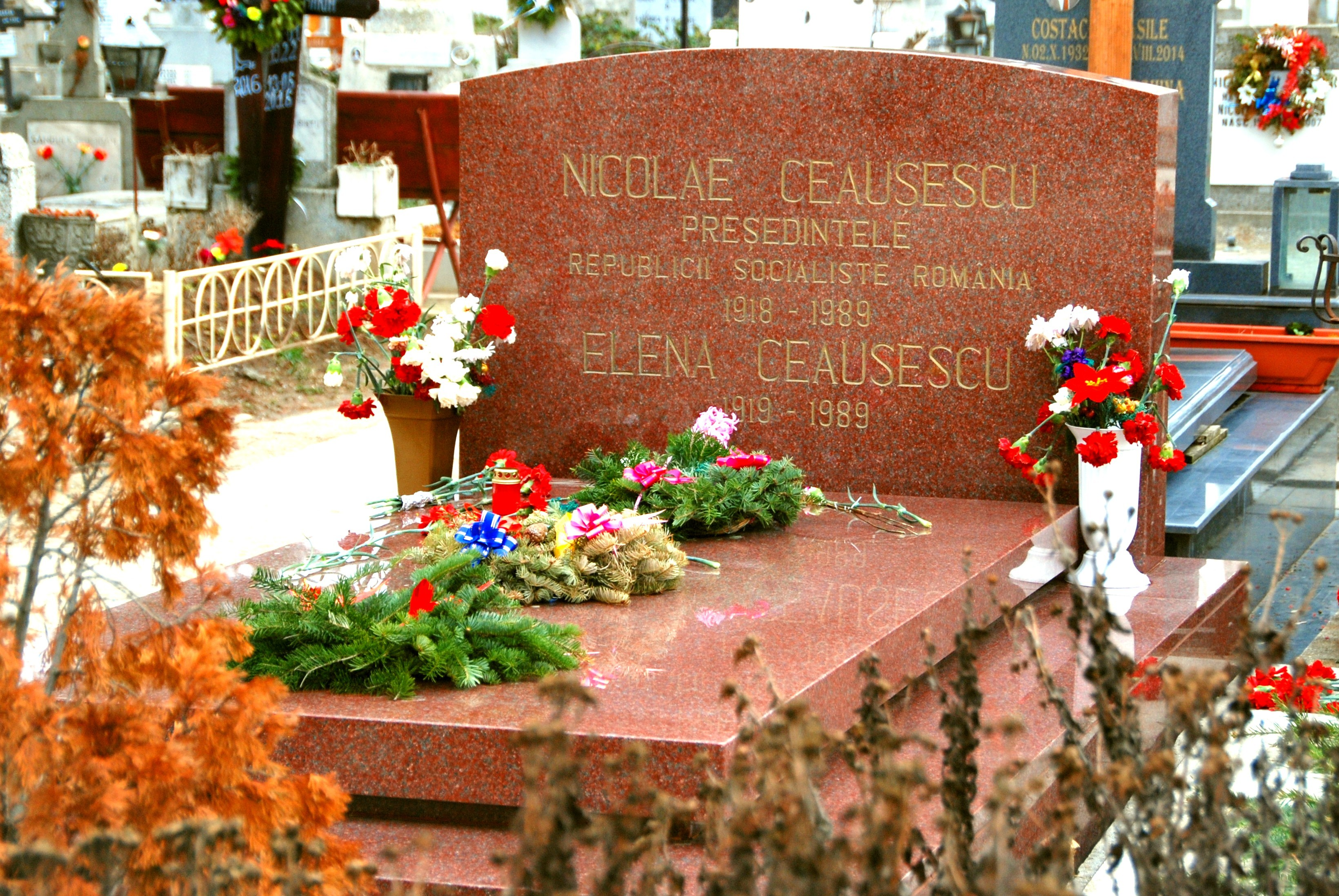
Grób rodziny Ceaușescu na cmentarzu Ghencea w Bukareszcie

Ceaușescu i jego żona Elena opuścili stolicę wraz z Emilem Bobu i Maneą Mănescu i udali się śmigłowcem do rezydencji Ceaușescu w Snagovie, skąd ponownie uciekli, tym razem do Târgoviște. Gdy armia kazała im lądować, porzucili śmigłowiec obok miasta. Ceaușescu został zatrzymany przez policję, która przekazała małżeństwo wojsku. W święta Bożego Narodzenia, 25 grudnia, obydwoje zostali skazani przez sąd wojskowy na śmierć pod licznymi zarzutami: od nielegalnego gromadzenia bogactwa do ludobójstwa. Sędzia zarzucił obojgu Ceaușescu zamordowanie ponad 64 tys. osób, które w ciągu dziesięciu lat umarły w wyniku głodu, braku opieki medycznej, zimna itp. Sam proces był improwizowany i trwał niecałą godzinę. Podczas rozprawy sędziowie stosowali populistyczne sformułowania oraz przedstawili ogólne punkty oskarżenia.
Po odczytaniu wyroku obojgu Ceaușescu zawiązano ręce. Ich życzeniem było umrzeć razem. Pierwsze serie z broni automatycznej padły, gdy Nicolae Ceaușescu zaintonował Międzynarodówkę. Wyrok wykonano w Târgoviște krótko przed godziną 15:00. Podczas upadku na ziemię Nicolae Ceaușescu krzyknął Niech żyje wolna i demokratyczna Socjalistyczna Republika Rumunii. Cały proces był filmowany, jednak załoga filmowa nie nakręciła samej egzekucji, ponieważ kamerzysta miał problemy techniczne. Zwłoki przewieziono na stadion klubu sportowego Steaua. 26 grudnia Ministerstwo Obrony zdecydowało się na emisję nagrania z procesu i egzekucji. Zadanie przekazano reżyserowi i aktorowi Sergiu Nicolaescu. Nicolaescu zdecydował się na wycięcie sekwencji ze zwłokami. Skrócony film zawieziono do Studia 4, ale nie wyemitowano go, gdyż pracownicy Studia uznali nagranie za fałszywkę. 27 grudnia Studio otrzymało nową siedmiominutową wersję, na której widać zabitych Ceaușescu. Nowa wersja nie została jednak wyemitowana – zgodnie z życzeniem Iona Iliescu wyemitowano oryginalne nagranie. Ostatecznie 27 grudnia wyemitowano wszystkie wersje filmu (zaczynając od skróconych wersji). Już wcześniej na czarnym rynku można było kupić kasety VHS, na których było nagranie z procesu i egzekucji.
Zwłoki obojga Ceaușescu do 30 grudnia znajdowały się w kostnicy szpitala wojskowego. Małżeństwo pochowano 30 grudnia na cmentarzu Ghencea. Aby zapobiec profanacji zdecydowano się wpisać do rejestrów cmentarnych dane dwóch oficerów. Pierwsze krzyże na grobach także informowały o pochowaniu wojskowych. Początkowo Nicolae i Elena byli pogrzebani w oddzielnych grobach po przeciwnych stronach alejki, następnie ich ciała przeniesiono do wspólnego grobowca.

## Majątek

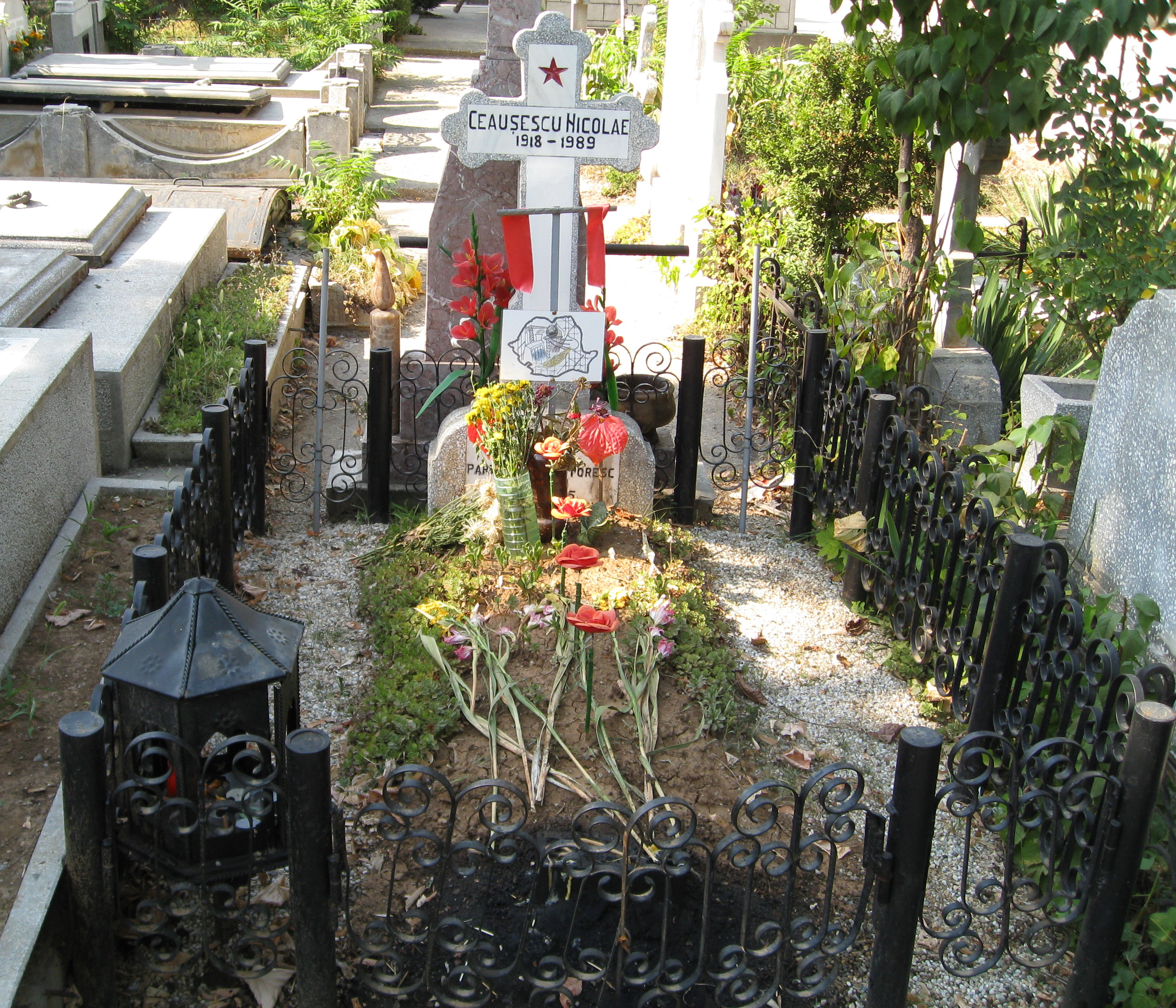
Grób Nicolae Ceaușescu, cmentarz Ghencea w Bukareszcie.

Małżeństwo Ceaușescu posiadało bardzo duży majątek, który odkryto po rewolucji w 1989 roku. Poza rezydencją Primăvara Ceaușescu para posiadała kilkanaście willi rozsianych po całym kraju. W weekendy Ceaușescu udawali się do kompleksu Snagov – dużej posiadłości znajdującej się ok. 15 km od Bukaresztu w lasach nad jeziorem o tej samej nazwie. W kompleksie znajdował się nowoczesny budynek w starorumuńskim stylu, z wieloma sypialniami, łazienkami, salonami, gabinetami, salami konferencyjnymi i siłownią. Nad jeziorem cumował jacht Snagov, mogący pomieścić 30 osób. Sam jacht był używany zaledwie kilka razy przez młodszego syna prezydenta, Nicu. W 1984 roku Nicolae Ceaușescu kupił jacht Snagov 2. Małżeństwo Ceaușescu posiadało także jacht, będący kopią modelu jordańskiego króla Husajna.
Ceaușescu korzystali także z dwóch innych willi: Olănești (położona w górach) i Neptuna (położona nad Morzem Czarnym). Podczas wybierania się do Olănești kolumna samochodów szefa państwa blokowała jedyną w Rumunii autostradę (Bukareszt-Pitești), zmuszając innych kierowców do zjechania na bok. Po zablokowaniu autostrady samochód z Nicolae Ceaușescu mógł szybko przejechać z jednego miejsca na drugie. W wilii Neptun małżeństwo spędzało letnie wakacje.
W willach Ceaușescu były liczne wartościowe przedmioty. Wnętrza urządzono drogo i bez gustu. Obok obrazów z jeleniami na rykowisku, łóżek z baldachimami i ciężkich kryształowych luster w willach znajdowały się dzieła sztuki.
Nicolae Ceaușescu poruszał się Mercedesem 600 o numerach 1-B-111. Dyktator posiadał także samochody marek Cadillac, Rolls-Royce, Dacia. W 1974 roku szach Reza Pahlawi podarował Ceaușescu Hillmana ze skórzaną tapicerką, a Richard Nixon przekazał władcy Rumunii Buicka Electrę. W latach 80. Nicolae Ceaușescu korzystał z samochodu rumuńskiej marki ARO.

## Nicolae Ceaușescu we współczesnej Rumunii
Według badania opinii publicznej z grudnia 2018, ponad 64% Rumunów wyraża pozytywny stosunek do byłego przywódcy kraju.

## Życie prywatne
Ze związku z Eleną Ceaușescu miał troje dzieci: córkę Zoię i dwóch synów, Valentina i Nicu.

## Odznaczenia

### Rumuńskie
- Order „Gwiazdy Rumuńskiej Republiki Ludowej” I klasy (1958, odebrany w 1989)[73][74]
- Bohater Socjalistycznej Republiki Rumunii, trzykrotnie (1971, 1978, 1988, odebrane w 1989)[74][75][76][77]
- Order „Zwycięstwo Socjalizmu” (1978, odebrany w 1989)[74][76][77]

### Zagraniczne
- Medal jubileuszowy „Dwudziestolecia zwycięstwa w Wielkiej Wojnie Ojczyźnianej 1941–1945” (ZSRR, 1965, odebrany w 1990)[78][79]
- Order Georgi Dimitrowa, dwukrotnie (Bułgaria, 1965, 1978)[79]
- Wielka Jugosłowiańska Gwiazda (Jugosławia, 1966)[79]
- Klasa Specjalna Odznaki Honorowej za Zasługi dla Republiki Austrii (Austria, 1967)[79][80]
- Wielki Łańcuch Orderu Gwiazdy Somalii (Somalia, 1968)[79]
- Krzyż Wielki Legii Honorowej (Francja, 1968)[79]
- Wielka Wstęga Orderu Niepodległości (Tunezja, 1968)[79]
- Wielki Łańcuch Orderu Pahlawiego (Iran, 1969)[81]
- Łańcuch Krzyża Wielkiego Orderu Białej Róży Finlandii (Finlandia, 1969)[79][82]
- Medal jubileuszowy „Za Dzielną Pracę. W upamiętnieniu 100-lecia urodzin Władimira Iljicza Lenina” (ZSRR, 1970, odebrany w 1990)[78][79]
- Wielka Wstęga Orderu Narodowego Lamparta (Zair, 1970)[79]
- Order Muhammada (Maroko, 1970)[79]
- Krzyż Wielki Klasy Specjalnej Orderu Zasługi Republiki Federalnej Niemiec (Niemcy Zachodnie, 1971)[79]
- Order Flagi Narodowej I klasy (Korea Północna, 1971)[79]
- Krzyż Wielki Orderu Kongijskiego Zasługi (Kongo, 1972)[79]
- Wielki Komandor Orderu Przyjaciela Zambii (Zambia, 1972)[79]
- Łańcuch Honoru (Sudan, 1972)[79]
- Wielka Wstęga z Łańcuchem Orderu Nilu (Egipt, 1972)[79]
- Wielka Wstęga Orderu Leopolda (Belgia, 1972)[79]
- Krzyż Wielki z Łańcuchem Orderu Nishan-e-Pakistan (Pakistan, 1973)[79]
- Krzyż Wielki z Wielkim Łańcuchem Orderu Zasługi Republiki Włoskiej (Włochy, 1973)[79][83]
- Wielka Wstęga Orderu Narodowego (Górna Wolta, 1973)[79]
- Medal Jubileuszowy 90 rocznicy urodzin Georgi Dimitrowa (Bułgaria, 1973)[79]
- Order José Martí (Kuba, 1973)[79]
- Wielki Łańcuch Orderu Oswobodziciela (Wenezuela, 1973)[79]
- Wielki Łańcuch Orderu Boyacá (Kolumbia, 1973)[79]
- Wielki Łańcuch Orderu Narodowego Zasługi (Ekwador, 1973)[79]
- Wielki Łańcuch Orderu Słońca Peru (Peru, 1973)[79][84]
- Order Husajna Ibn Alego (Jordania, 1974)[79]
- Klasa Specjalna Orderu Zasługi (Liban, 1974)[79]
- Wielka Wstęga Orderu Umajjadów (Syria, 1974)[79]
- Wielka Wstęga Orderu Pionierów Liberii (Liberia, 1974)[79]
- Łańcuch Orderu Wyzwoliciela San Martina (Argentyna, 1974)[79]
- Krzyż Wielki Orderu Narodowego (Gwinea, 1974)[79]
- Wielka Wstęga Narodowego Orderu Zasługi (Mauretania, 1974)[79]
- Order Chryzantemy (Japonia, 1975)[79]
- Wielki Łańcuch Orderu Sikatuny (Filipiny, 1975)[79][85]
- Medal jubileuszowy „Trzydziestolecia zwycięstwa w Wielkiej Wojnie Ojczyźnianej 1941–1945” (ZSRR, 1975, odebrany w 1990)[78][79]
- „Medal pamiątkowy z okazji 30. rocznicy walki narodowowyzwoleńczej naszego narodu i wyzwolenia Czechosłowacji przez Armię Radziecką” (Czechosłowacja, 1975)[79]
- Krzyż Wielki Orderu Zbawiciela (Grecja, 1975)[79]
- Łańcuch Orderu Orła Azteckiego (Meksyk, 1975)[79]
- Wielki Łańcuch Orderu Krzyża Południa (Brazylia, 1975)[86]
- Wielki Łańcuch Orderu Świętego Jakuba od Miecza (Portugalia, 1975)[79][87]
- Krzyż Wielki Orderu Gwiazdy Równikowej (Gabon, 1975)[79]
- Order Mubaraka Wielkiego (Kuwejt, 1976)[79]
- Krzyż Wielki Orderu Narodowego Lwa (Senegal, 1976)[79]
- Medal pamiątkowy „20 aniversario del asalto al Cuartel Moncada” (Kuba, 1976)[79]
- Medal Quaid-i-Azam (Pakistan, 1976)[79]
- Honorowy Towarzysz Orderu Gwiazdy Ghany (Ghana, 1977)[79]
- Krzyż Wielki Orderu Narodowego (Wybrzeże Kości Słoniowej, 1977)[79]
- Order Lenina, dwukrotnie (ZSRR, 1978, 1988, odebrane w 1990)[78][79]
- Order „Bohatera Pracy Socjalistycznej” (Jugosławia, 1978)[79]
- Order Karla Marksa, dwukrotnie (NRD, 1978, 1988)[79][88]
- Krzyż Wielki Orderu Łaźni (Wielka Brytania, 1978, odebrany w 1989)[89][90]
- Wielki Łańcuch Orderu Narodowego Republiki (Burundi, 1979)[79]
- Łańcuch Orderu Zasługi Cywilnej (Hiszpania, 1979)[79][91]
- Wielki Łańcuch Orderu Makariosa III (Cypr, 1979)[79]
- Krzyż Wielki Ordre de la Valeur (Kamerun, 1980)[79]
- Order Królewski Serafinów (Szwecja, 1980)[79]
- Order Słonia (Dania, 1980)[79][92]
- Krzyż Wielki Orderu Świętego Olafa (Norwegia, 1980)[79][93]
- Medal „Za umacnianie braterstwa broni” (ZSRR, 1980, odebrany w 1990)[78]
- Wielki Komandor Orderu Republiki Federalnej (Nigeria, 1982)[79]
- Order Bintang Republik Indonesia I klasy (Indonezja, 1982)[79]
- Order Stara Płanina (Bułgaria, 1983)[94]
- Order Rewolucji Październikowej (ZSRR, 1983, odebrany w 1990)[78]
- Order Olimpijski (MKOI, 1984)[95]
- Order Darjah Utama Seri Mahkota Negara (Malezja, 1984)[79][96]
- Order Lwa Białego I klasy (Czechosłowacja, 1987, odebrany w 1989)[97]
- Order Ojasvi-Rajanya (Nepal, 1987)[98]